# ヴィーナー・ノイシュタット中央駅

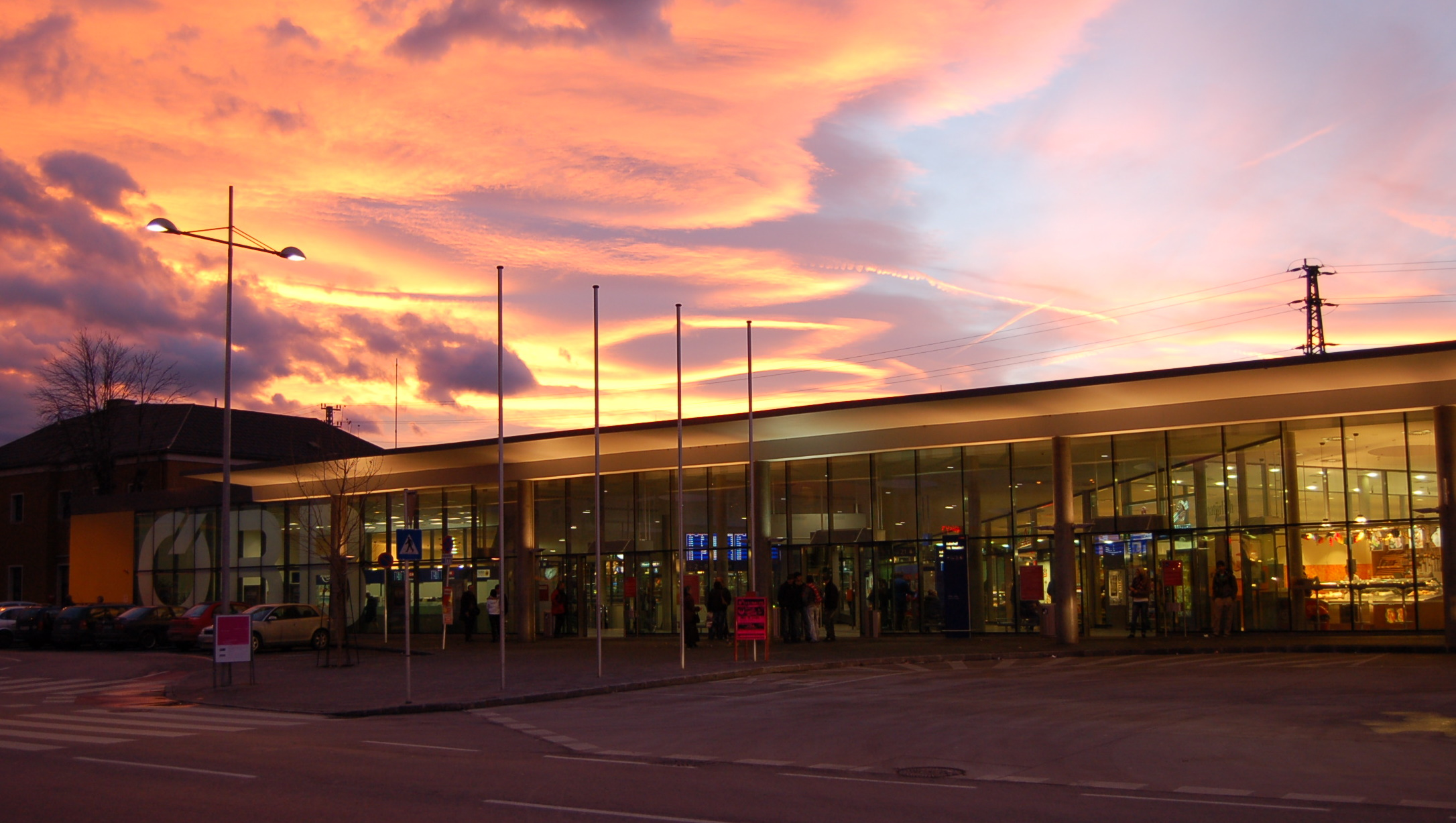
駅舎

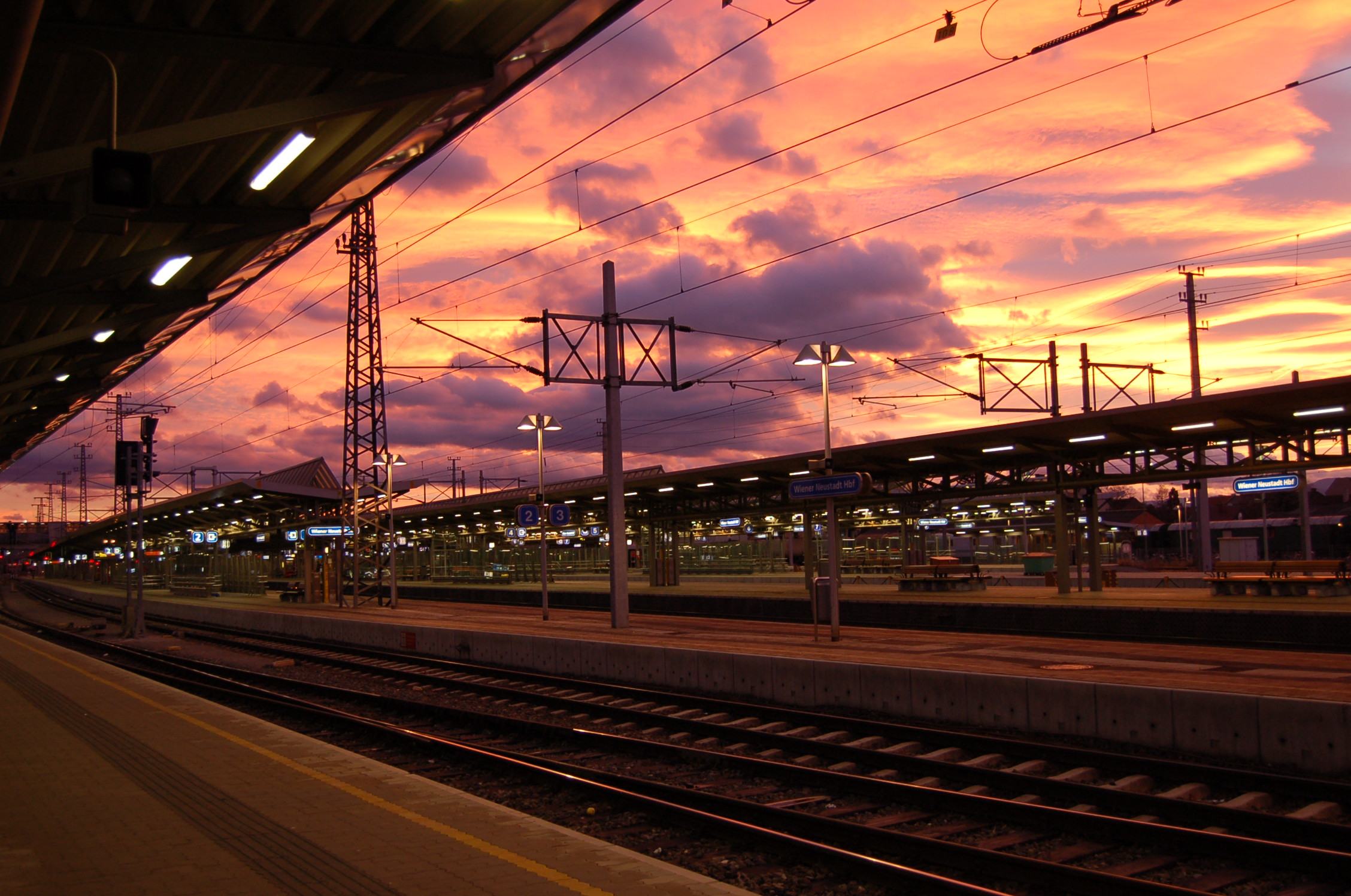
ホーム

ヴィーナー・ノイシュタット中央駅（独: Wiener Neustadt Hauptbahnhof）は、オーストリアのヴィーナー・ノイシュタットにある鉄道駅。1841年6月20日に開業した。

## 概要
一日に約700の列車が往来する。乗降客は約25000人。各地域を結ぶ乗換駅でもあり、観光地シュネーベルクへ至る列車や、ウィーン方面、マッテルスブルク方面、グラーツ方面、またハンガリーのショプロンへと向かう列車などが発着する。1番線から9番線までと、それとは別に21番線が存在する。21番線はマッテルブルクへ向かう列車が発着する。2003年に駅舎の改築が行われ、バリアフリーなどの設備が整った。